# Ditopellina saccardoana
Ditopellina saccardoana är en svampart som först beskrevs av Traverso & Spessa, och fick sitt nu gällande namn av J. Reid & C. Booth 1967. Ditopellina saccardoana ingår i släktet Ditopellina, ordningen Diaporthales, klassen Sordariomycetes, divisionen sporsäcksvampar och riket svampar.   Inga underarter finns listade i Catalogue of Life.